# Xubyarlı (Imishli)
Xubyarlı è un comune dell'Azerbaigian situato nel distretto di İmişli. Conta una popolazione di 1 082 abitanti.